# Вавилин, Никита Владимирович
Никита Владимирович Вавилин (род. 13 мая 1994, Москва) — российский регбист, играющий на позиции восьмого номера (третья линия) в клубе «Стрела».

## Биография

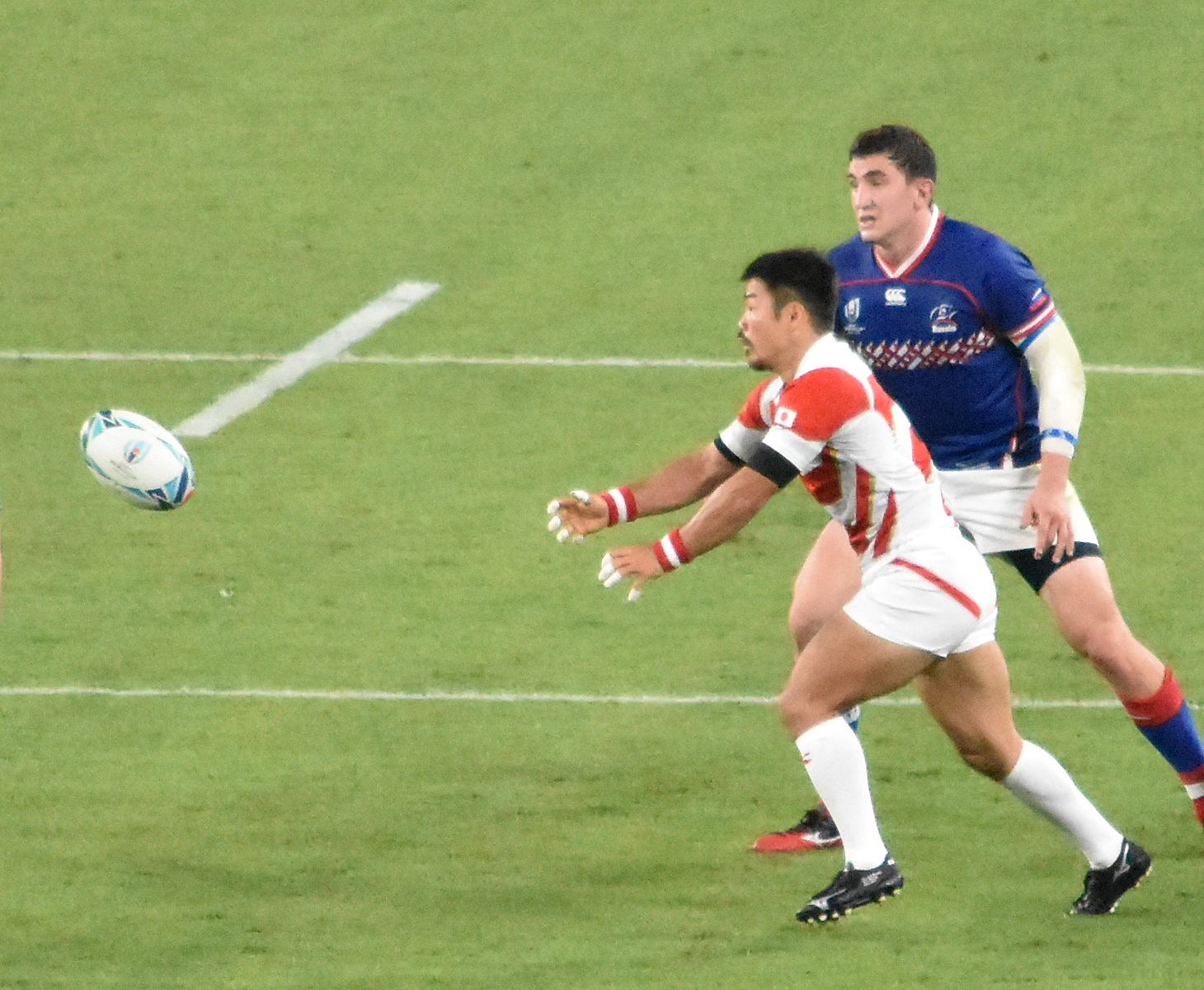
Вавилин на КМ-2019

Начал заниматься регби в клубе «Южное Тушино». Сезон 2013 провел в «Зеленограде». На следующий год выступал за «Фили». В марте 2015 года подписал контракт с клубом «Слава». В 2016 году признан регбистом года в команде.

### Международная карьера
В октябре 2017 получил вызов на учебно-тренировочный сбор национальной команды. Дебютировал в победном матче (57-3) против Германии 18 марта 2018 года.
17 июня 2018 года в матче против Канады Никита занёс попытку, сыграв свою роль в первой в истории России победе над Канадой со счётом 43:20
.